# 江原大学

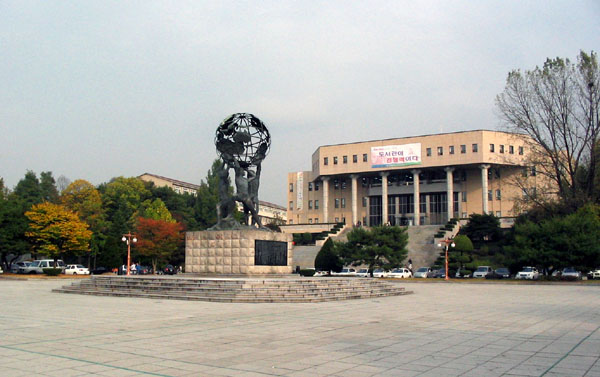
江原大学

江原大学（韓語：강원대학교），位于韩国江原特別自治道，是韩国10所国立旗舰大学之一。2010年，江原大学在QS世界大学排名亚洲排第171。

## 本科
| - 商学院 - 工程学院 - 农业与生命科学学院 - 动物资源科学院 - 艺术文化学院 - 法学院 | - 教育学院 - 社会科学院 - 林业学院 - 药剂学院 - 医学院 - 人文学院 | - 自然科学院 - 兽医学院 - 生物技术学院 - 信息技术学院 |

## 研究院
- 教育学研究院
- 商物与公共管理研究院
- 工业技术研究院
- 信息技术研究院
- 法学研究院